# 黄巢攻长安之战
黄巢攻长安之战，唐僖宗广明元年（880年）十二月至中和元年（881年）四月，黄巢率军攻取唐朝都城长安的作战。

## 过程
880年十二月初三，黄巢率军攻克潼关，乘胜攻取华州（今陕西省渭南市华州区），留部将领乔钤镇守。唐朝河中留后王重荣向黄巢投降。黄巢率军直趋长安。唐朝廷接连收到警报，十分惊惶。唐僖宗在十二月初四颁布诏书，任命黄巢为天平军节度使。黄巢拒绝受命。这时张承范逃回京都，报告潼关失守情况，田令孜恐唐僖宗问责，于是归罪于宰相卢携，卢携服药自尽。唐僖宗只得到南郊祭天，乞求天神保佑。十二月初五，文武百官退朝时，听到黄巢大军攻进城的消息，各自逃散。田令孜带领神策军五百人，护卫唐僖宗出宫，只带得妃嫔数人与福王、穆王、泽王、寿王四王，西出长安金光门仓皇逃去。皇帝率先出逃，留下的守军及街坊市民争抢府库金帛，长安陷入一片混乱。当天傍晚，黄巢军前锋柴存率军进入长安城。唐朝金吾大将军张直方率文武官员数十名，至灞上（今西安市东）恭迎黄巢。黄巢乘金装肩與，左右随从身披长发束红丝带，手执兵刃，身穿锦衣，簇拥浩荡进入京城。老百姓老幼夹道欢迎。黄巢军见到贫苦百姓，便分给金帛。尚让沿途向大家宣传义军，说黄王起兵，本为百姓，不象李家虐待你们，大家只顾安居乐业。十二月十三日，黄巢在太清宫斋戒后，在含元殿举行皇帝即位大典，黄巢登上丹凤楼，颁布大赦书，国号大齐，建元金统。以尚让、赵璋、崔璆、杨希古为宰相，将领依次拜封。唐朝官三品以上停职，四品下留用，禁止军人乱杀。
881年三月，京城四面诸军行营都统郑畋在龙尾陂战胜尚让所率齐军，乘胜传檄天下藩镇合兵推翻黄齐政权。当时唐僖宗逃入成都，诏令不通，诸藩以为朝廷不能复振，收到郑畋檄文，争相发兵关中。宥州刺史拓跋思恭纠合夏兵到鄜州（治今陕西省富县）与鄜延节度使李孝昌会师，结盟讨伐齐军。代北监军陈景思率沙陀酋长李友金及萨葛、安庆、吐谷浑部入关助阵。奉天镇使齐克俭派人与郑畋联系要求效力，前夏绥节度使诸葛爽本已投降黄齐，此时又从河阳（今河南省孟州市）上表降唐。郑畋坐镇盩厔（今陕西省周至县），命唐弘夫进军渭北，王建荣駐守沙苑（今陕西省大荔县），王处存进居渭轿（今陕西省咸阳市东），拓跋思恭扎营武功，形成围攻长安之态势。四月初五，黄巢率众离开长安城东走，何机反击。唐京城四面诸军行营副都统程宗楚率部先自延秋门进入长安，唐弘夫接着进入，随后王处存率士卒五千乘夜入城。程宗楚等怕诸将分其功劳，既不向凤翔军郑畋报告，也不同鄜延、夏绥军联系，散其军士四入府第民舍，抢掠金帛、妓妾。王处存令军士头系白缯为号，坊市无赖之徒也以白巾为号，同官军趁火打劫，长安城一片混乱。黄巢此时露营长安城东灞上，得知官军乱作一团，且互相联系中断，当机决定引兵反攻。大齐主力军分头从诸门回返长安，展开巷战。官军猝不及防，身上又背着抢来的财物，重负难行，死者十之八九。程宗楚、唐弘夫先后被齐军杀死，王处存收集残兵败将逃走，长安城头重新立起大齐军白旗。